# Saïdou Simporé
Saïdou Simporé (Uagadugú, 31 de agosto de 1992) es un futbolista de Burkina Faso que juega en la posición de defensa con el National Bank of Egypt S. C. de la Primera División de Egipto.

## Selección nacional
Debutó con Burkina Faso el 10 de septiembre de 2013 en la derrota por 1-4 ante Nigeria en un partido amistoso en Kaduna, partido donde anotó su primer gol internacional. Su primer torneo internacional fue en el Campeonato Africano de Naciones de 2014 donde Burkina Faso fue eliminado en la fase de grupos.

## Clubes
| Club                         | País         | Año       |
| ---------------------------- | ------------ | --------- |
| RC Kadiogo                   | Burkina Faso | 2011-2013 |
| AS SONABEL                   | Burkina Faso | 2013-2016 |
| El Dakhleya S. C.            | Egipto       | 2016-2019 |
| Al-Masry S. C.               | Egipto       | 2019-2021 |
| Al-Ittihad Alexandria        | Egipto       | 2021-2022 |
| National Bank of Egypt S. C. | Egipto       | 2023-     |

## Palmarés

### Títulos nacionales
| Título               | Club       | País         | Año  |
| -------------------- | ---------- | ------------ | ---- |
| Copa de Burkina Faso | RC Kadiogo | Burkina Faso | 2012 |